# Eisteddfod Genedlaethol Cymru

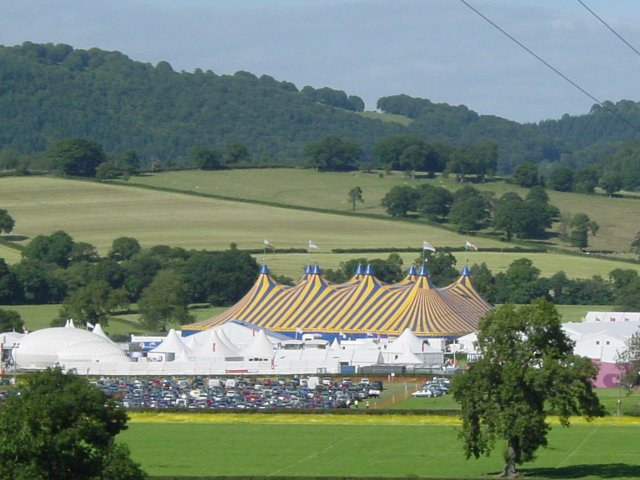
Y pafiliwn (Paviljongen) under festivalen i Meifon 2003.

Eisteddfod Genedlaethol Cymru (kymriska: Wales nationella eisteddfod) eller National Eisteddfod of Wales på engelska, är en eisteddfod som hålls på olika orter varje år runt om i Wales. Den hålls varje år i månadsskiftet juli-augusti och är en av de största festivalerna i världen med över 160 000 besökare varje år.Den första nationella gorsedd hölls i Denbeigh 1860. Den festivalen liknar de som hålls i dag.

## Upplägg
Den nationella eisteddfoden hölls traditionellt under den första veckan i augusti, och alla tävlingar hålls på kymriska. Inför festivalen reses många tält, paviljonger och stånd för att skapa det så kallade maes (fält). Således krävs mycket plats och eisteddfoden hålls oftast på ett öppet fält snarare än i en stad. Gorsedd y Beirdd, Wales nationella gorsedd, är med och organiserar eisteddfoden. Därför hålls gorseddens ceremonier även under festivalen sedan 1819 med tävlingar där bland annat den bästa poeten koras. Dessa ritualer uppfanns av Iolo Morganwg när han grundade organisationen 1792 som han förmodat baserade på verksamheten inom den gamla keltiska druidismen.. Dessa ceremonier tas på högsta allvar och prisutdelningen är höjdpunkten under festivalsveckan. Prisutdelningen hålls av ärkedruiden som utropar vinnaren och använder dennes bardnamn, vilket gör att ingen vet vem vinnaren är förrän han reser sig upp och eskorteras till scenen.

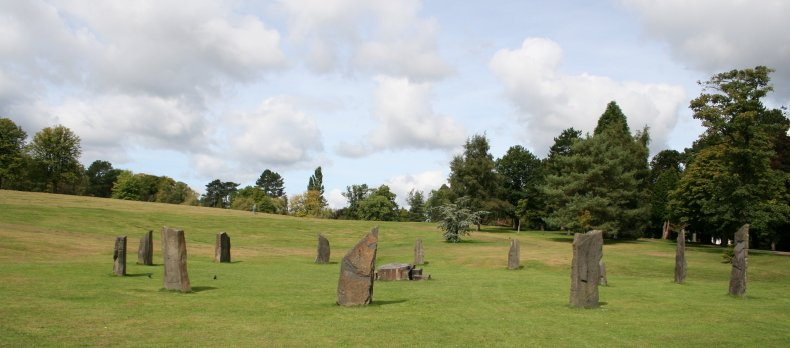
Gorseddstenar i Aberdare.

Dessa ceremonier hålls inom en ring av stenar, de så kallade gorseddstenarna (Cerrig yr Orsedd) som vanligtvis tas i närheten. Sådana stencirklar finns överallt runt om i Wales och visar att eisteddfoden har hållits där. Detta är mycket kostsamt och 2005 var stenarna gjorda av plast. Andra tävlingar som hålls är till exempel cerdd dant (strängsång), där den tävlande med någon minuts förberedelse ska spela ett känt stycke på sin harpa samtidigt som han sjungande improviserar en helt annan melodi till en dikt, som liksom musikstycket tilldelas med kort varsel.
På festivalsområdet är huvudbyggnaden den stora paviljongen med huvudscenen. Andra byggnader är pabell lên (litteraturpaviljongen), neuadd ddawns (danssalongen), Pabell wyddoniaeth a thechnoleg (Teknik- och vetenskapspaviljongen), pabell y dysgwyr (elevens paviljong), minst en teater och hundratals stondinau (stånd). I dessa byggnader ställer olika organisationer och affärer ut och även säljer. Sedan 2004 är alkohol tillåtet på festivalsområdet. Tidigare var inte alkohol tillåtet. 
Festivalsorten varierar mellan att vara en plats i södra Wales, och en i norra. Platsen meddelas officiellt ett år i förväg, men på platsen arrangeras eisteddfoden före det, och festivalsorten är ofta känd två eller tre år i förväg. De senaste åren har man försökt att locka icke-kymrisktalande till tillställningen vilket har ökat antalet besökare och även vinsten.

## Festivalsorter
|  | - 1861 - Aberdare - 1880 - Caernarfon - 1881 - Merthyr Tydfil - 1882 - Denbigh - 1883 - Cardiff - 1884 - Liverpool, England - 1885 - Aberdare - 1886 - Caernarfon - 1887 - London, England - 1888 - Wrexham - 1889 - Brecon - 1890 - Bangor - 1891 - Swansea - 1892 - Rhyl - 1893 - Pontypridd - 1894 - Caernarfon - 1895 - Llanelli - 1896 - Llandudno - 1897 - Newport - 1898 - Blaenau Ffestiniog - 1899 - Cardiff | - 1900 - Liverpool, England - 1901 - Merthyr Tydfil - 1902 - Bangor - 1903 - Llanelli - 1904 - Rhyl - 1905 - Mountain Ash - 1906 - Caernarfon - 1907 - Swansea - 1908 - Llangollen - 1909 - London, England - 1910 - Colwyn Bay - 1911 - Carmarthen - 1912 - Wrexham - 1913 - Abergavenny - 1914 - Ingen festival - 1915 - Bangor - 1916 - Aberystwyth - 1917 - Birkenhead, England - 1918 - Neath - 1919 - Corwen - 1920 - Barry - 1921 - Caernarfon - 1922 - Ammanford - 1923 - Mold - 1924 - Pontypool - 1925 - Pwllheli - 1926 - Swansea - 1927 - Holyhead - 1928 - Treorchy - 1929 - Liverpool, England | - 1930 - Llanelli - 1931 - Bangor - 1932 - Aberavon - 1933 - Wrexham - 1934 - Neath - 1935 - Caernarfon - 1936 - Fishguard - 1937 - Machynlleth - 1938 - Cardiff - 1939 - Denbigh - 1940 - Eisteddfod Radio, Bangor - 1941 - Old Colwyn - 1942 - Cardigan - 1943 - Bangor - 1944 - Llandybie - 1945 - Rhosllannerchrugog - 1946 - Mountain Ash - 1947 - Colwyn Bay - 1948 - Bridgend - 1949 - Dolgellau - 1950 - Caerphilly - 1951 - Llanrwst - 1952 - Aberystwyth - 1953 - Rhyl - 1954 - Ystradgynlais - 1955 - Pwllheli - 1956 - Aberdare - 1957 - Llangefni - 1958 - Ebbw Vale - 1959 - Caernarfon | - 1960 - Cardiff - 1961 - Rhosllannerchrugog - 1962 - Llanelli - 1963 - Llandudno - 1964 - Swansea - 1965 - Newtown - 1966 - Aberavon - 1967 - Bala - 1968 - Barry - 1969 - Flint - 1970 - Ammanford - 1971 - Bangor - 1972 - Haverfordwest - 1973 - Ruthin - 1974 - Carmarthen - 1975 - Criccieth - 1976 - Cardigan - 1977 - Wrexham - 1978 - Cardiff - 1979 - Caernarfon - 1980 - Gowerton - Lliw Valley - 1981 - Machynlleth - 1982 - Swansea - 1983 - Llangefni - 1984 - Lampeter - 1985 - Rhyl - 1986 - Fishguard - 1987 - Porthmadog - 1988 - Newport - 1989 - Llanrwst | - 1990 - Rhymney Valley, - 1991 - Mold - 1992 - Aberystwyth - 1993 - Builth Wells - 1994 - Neath - 1995 - Abergele - 1996 - Llandeilo - 1997 - Bala - 1998 - Pencoed, near Bridgend - 1999 - Llanbedrgoch, Anglesey - 2000 - Llanelli - 2001 - Denbigh - 2002 - St David's - 2003 - Meifod, near Welshpool - 2004 - Newport - 2005 - Faenol Estate, near Bangor - 2006 - Felindre, Swansea - 2007 - Mold - 2008 - Cardiff - 2009 - Bala - 2010 - Blaenau Gwent - 2011 - Wrexham - 2012 - Vale of Glamorgan - 2013 - Denbighshire - 2014 - Carmarthenshire - 2015 - Monmouthshire |